# Ole Hallesby
Ole Christian Hallesby, född den 5 augusti 1879 i Aremark, död den 22 november 1961, var en norsk professor i teologi.
Hallesby blev teologie kandidat 1903 och filosofie doktor i Erlangen 1909 och professor i troslära vid teologiska  Menighetsfakultetet i Oslo samma år. Hallesby, som växte upp under inflytande av pietistisk bondefromhet var även det ortodoxa partiets ledare i den norska kyrkostriden angående ortodox och liberal teologi. Bland hans skrifter märks Den kristelige troslære (2 band, 1920-21), Den kristelige sedelære (1928) samt ett flertal uppbyggelseskrifter, av vilka flera finns översatta till svenska.
Hallesby förde vidare en gammalmodig pietism inspirerad av Hans Nielsen Hauge och Gisle Johnson, och han blev en av de främsta i kampen mot liberalteologin och bibelkritiken. 
Hallesby, som under en mansålder var ordförande för Det norske lutherske Indremisjonsselskap, var en känd predikant. Hans kompromisslösa förkunnelse ledde 1953 till en anmälan av Arnulf Øverland för blasfemi efter Øverlands föredrag "Kristendommen, den tiende landeplage" från 1933. Det är dock inte på grund denna anmälan som Hallesbys minne bevaras, utan för klassikern: Fra Bønnens Verden. Boken är en lång utredning om bönens väsen och översatt till många språk. Under Andra världskriget var Hallesby internerad på Grini i Oslo.
Ole Hallesbys främste andlige lärjunge blev Fredrik Wislöff, som i mångt och mycket följde lärarens varma uppbyggliga ton i sina talrika uppbyggelseböcker.